# Den maskerede Røver
Den maskerede Røver er en amerikansk stumfilm fra 1919 af Henry King.

## Medvirkende
- William Russell som Buck Thornton
- Vola Vale som Winifred Waverly
- Charles K. French som Henry Pollard
- Harvey Clark som Billy Comstock
- Clarence Burton som Cole Dalton